# 德里克·沃尔科特
德里克·沃尔科特爵士，KCSL，OBE，OCC（英語：Sir Derek Walcott，1930年1月23日—2017年3月17日），圣卢西亚诗人，1992年诺贝尔文学奖获得者。
沃尔科特于2017年3月17日在圣卢西亚Cap Estate的家中去世，享年87岁。

## 德里克·沃尔科特的作品

### 詩集
- 25 Poems（中文譯名：詩二十五首），1948年，作者的處女作，自費出版。
- In a Green Night（中文譯名：在一個綠色的夜晚），1962年。
- Selected Poems（中文譯名：詩選），1964年。
- The Castaway and Other Poems（中文譯名：海難餘生及其他詩作），1965年。
- Dream on Monkey Mountain and Other Plays（中文譯名：猴山之夢），1967年。劇本。
- The Gulf and Other Poems（中文譯名：海灣及其他詩作），1969年。
- Another Life（中文譯名：另一種生活（長詩）），1973年。
- Sea Grapes（中文譯名：海葡萄），1976年。
- Selected Verse（中文譯名：韻文選集），1976年。
- The Star-Apple Kingdom（中文譯名：星蘋果王國），1979年。
- The Fortunate Traveller（中文譯名：幸運的旅行者），1981年。
- Midsummer（中文譯名：仲夏），1984年。
- Collected Poems 1948-1984（中文譯名：詩作全集）。
- The Arkansas Testament（中文譯名：阿肯色的誓約），1987年。
- Omeros（中文譯名：奧麥羅），1989年出版。該詩作是長篇敘事史詩。
- The Bounty（中文譯名：福賜），1997年出版。
- The Prodigal（中文譯名：揮霍者），2004年出版。

### 論文集
- The Poet in the Theatre（中文譯名：劇院中的詩人），1990年。
- Antilles : Fragments of Epic Memony（中文譯名：安地列斯：史詩記憶的碎片），1993年。
- What The Twilight（中文譯名：黃昏的告白），1998年。

## 德里克·沃尔科特及其作品在台灣
出版方面：
- 奚密/編譯，《海的聖像學：德瑞克‧沃克特詩選》，台北：台北市文化局，2001年。
- 鄭炯明主編，《德瑞克‧沃克特詩讀本》，高雄市：高雄市政府文化局，2005年。
- 公共電視台，〈諾貝爾文學桂冠世紀對話：沃克特（Derek Walcott）、高行健對談〉，公共電視台，2004年。1張影音光碟片（60分鐘）。

研究方面：
- 張舒婷，〈德瑞克渥克特之《海地三部曲》中擬仿、多重聲音、與文化認同的建構〉，中山大學外國語文學系研究所，碩士論文，2007年。
- 葉怡君，〈德瑞克‧沃克特《奧邁羅》中的女英雄〉，中山大學外國語文學系研究所，碩士論文，2009年。

引介方面：
以《聯合文學》對沃克特及其詩作的引介，最為重要！
- 2005年3月號，刊載沃克特的詩作（奚密翻譯）、專訪以及對沃克特的介紹文章。
- 2002年9月號，編輯部製作「1992年諾貝爾文學獎得主德瑞克‧沃克特訪臺專輯」，刊載詩作。
- 2001年9月號，編輯部製作「海的聖像學：德瑞克‧沃克特專輯」。除了介紹詩人及其詩作，還有發表作家「年表」（奚密/輯）與「專訪」。

## 参考资料

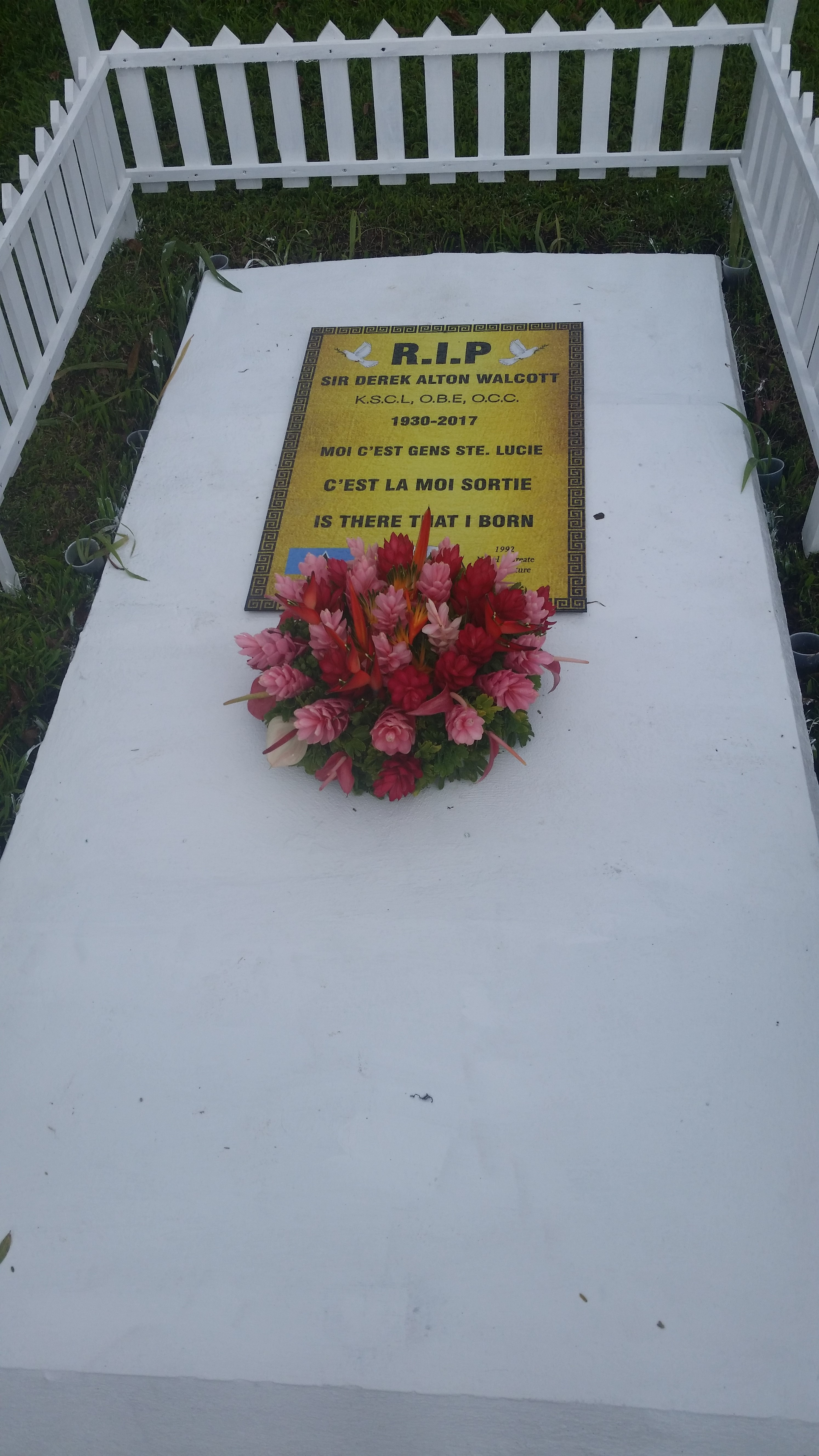
Derek Walcott's grave on Morne Fortune